# William T. Cahill

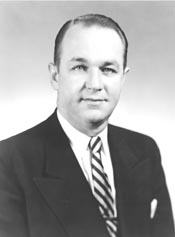
William T. Cahill

William Thomas Cahill (* 25. Juni 1912 in Philadelphia, Pennsylvania; † 1. Juli 1996 in Haddonfield, New Jersey) war ein US-amerikanischer Politiker. Von 1959 bis 1970 war er Abgeordneter im Repräsentantenhaus der Vereinigten Staaten und von 1970 bis 1974 Gouverneur des Bundesstaates New Jersey.

## Frühe Jahre und politischer Aufstieg
William Cahill kam im Jahr 1919 mit seinen Eltern nach New Jersey. Er besuchte bis 1929 die Catholic High School in Camden und danach bis 1933 das St. Joseph’s College. Cahill beendete seine Ausbildung mit einem Jurastudium an der Rutgers Law School. Dort machte er im Jahr 1937 seinen Abschluss. In den Jahren 1937 und 1938 arbeitete er als Special Agent für das FBI in Camden. In dieser Stadt war er danach auch als Rechtsanwalt tätig.
Cahill war Mitglied der Republikanischen Partei. Zwischen 1944 und 1945 war er Anwalt der Stadt Camden und von 1948 bis 1951 war er stellvertretender Bezirksstaatsanwalt im Camden County. Zwischen 1951 und 1953 saß er als Abgeordneter in der New Jersey General Assembly. Zwischen dem 3. Januar 1959 und dem 19. Januar 1970 vertrat er seinen Staat als Abgeordneter im US-Repräsentantenhaus. Nachdem er im November 1969 zum Gouverneur seines Staates gewählt worden war, legte er am 19. Januar 1970 sein Mandat im Kongress nieder.

## Gouverneur von New Jersey
Willam Cahill trat sein neues Amt am 20. Januar 1970 an. In seiner vierjährigen Amtszeit wurde eine Steuerreform in die Wege geleitet. Der Gouverneur setzte sich auch für den Umweltschutz ein und gründete ein entsprechendes Ministerium. Die Küstenregion des Staates wurde dabei besonders berücksichtigt. Damals wurde in New Jersey eine tägliche staatliche Lotterie eingeführt. William Cahill war Mitglied einiger Gouverneursvereinigungen. Im Jahr 1973 scheiterte sein Versuch einer Wiederwahl allerdings bereits in den Vorwahlen seiner Partei.
Nach dem Ende seiner Gouverneurszeit war Cahill im Vorstand der Woodrow Wilson School und der Princeton University. Diese beiden Positionen bekleidete er von 1974 bis 1978. Danach war er wieder als Anwalt tätig. William Cahill starb im Juli 1996. Mit seiner Frau Elizabeth hatte er acht Kinder.